# Holcocera anthracographa
Holcocera anthracographa é uma espécie de mariposa do gênero Holcocera pertencente à família Coleophoridae.